# Lista de software de finanças pessoais
O software de finanças pessoais pode ser usado para rastrear gastos, criar orçamentos e planejar gastos futuros. Alguns softwares são diferenciados por suporte a recursos, código de software e transparência de desenvolvimento, recursos de aplicativos móveis, métodos de importação, modelo de monetização, privacidade e práticas de armazenamento de dados.

## Riscos
O uso de software de finanças pessoais, adivinhação e rastreamento de despesas acarreta certos riscos, principalmente a divulgação de um nome de usuário, senha ou outras credenciais de conta usadas para sincronizar automaticamente informações bancárias com um aplicativo de rastreamento de contas. Outra grande área de risco vem de informações pessoais confidenciais que são armazenadas sempre que os dados são verificados. Esse risco pode ser agravado pela segurança implementada pelo provedor de software, bem como pela disponibilidade dos dados e onde eles são especificamente armazenados (online ou em um aplicativo local). Uma forma de risco que muitas vezes é negligenciada é devido ao modelo de monetização e às práticas de privacidade do fornecedor ou provedor de software, seja o aplicativo "gratuito" ou pago. O software de código aberto é uma maneira de minimizar potencialmente os riscos de exposição de dados relacionados à privacidade e à monetização.
A seguir está uma lista de software de gerenciamento financeiro pessoal . A primeira seção é dedicada ao software livre e de código aberto, e a segunda é para software proprietário .

## Software de gerenciamento financeiro pessoal gratuito e de código aberto
| Nome                | Escrito em                                | Sistema operacional                                    | Presença móvel                             | Licença de software                        | Descrição | Países de origem | Última data de lançamento estável | Língua      |
| ------------------- | ----------------------------------------- | ------------------------------------------------------ | ------------------------------------------ | ------------------------------------------ | --- | ---------------- | --------------------------------- | ----------- |
| GnuCashName         | C, Esquema, C++ Java (Aplicativo Android) | Windows, MacOS, Linux.                                 | Android (aplicativo complementar limitado) | GPL, Licença Apache 2 (Aplicativo Android) | Software de contabilidade financeira pessoal e para pequenas empresas que oferece suporte ao rastreamento de contas bancárias, ações, receitas e despesas. |                  | 4.4 / 28 de dezembro de 2020      | Multilíngue |
| KMyMoneyGenericName | C++                                       | FreeBSD, Linux, Windows                                |                                            | GPL (v2)                                   | Suporta diferentes tipos de contas, categorização de despesas e receitas, reconciliação de contas bancárias e importação/exportação para o formato de arquivo “QIF” | No mundo todo    | 5.0.4 / 21 de abril de 2019       | Multilíngue |
| Razão               | C++                                       | Qualquer tipo Unix, incluindo macOS, Microsoft Windows | Android (via Termux)                       | BSD                                        | Um aplicativo de contabilidade de entrada dupla baseado em linha de comando. Os dados são armazenados em um arquivo de texto simples, em formato simples, que os próprios usuários preparam por meio de outras ferramentas. Ledger não grava ou modifica dados, analisa os dados de entrada e produz relatórios. |                  | 3.1.3 / 31 de março de 2019       | Multilíngue |

## Fornecedores e software proprietários para gerenciamento de finanças pessoais
| Nome                         | Rastreamento de gastos | Orçamento | Rastreamento de investimento | Pagamento de contas de terceiros | Sistemas operacionais      | Suporte móvel                    | Tipo de Software                                            | Custo direto         | Outros modelos de monetização | Descrição |
| ---------------------------- | ---------------------- | --------- | ---------------------------- | -------------------------------- | -------------------------- | -------------------------------- | ----------------------------------------------------------- | -------------------- | --- | --- |
| bancatividade                | Sim                    | Sim       | Sim                          | Sim                              | Mac OS                     | iOS                              | Estar sozinho                                               | Taxa Anual           | | Software de finanças pessoais para Mac OS. |
| hortelã                      | Sim                    | Sim       | Sim                          | Não                              | Algum                      | iOS, Android                     | Baseado na Web                                              | Livre                | Referências de produtos financeiros | |
| dança do dinheiro            | Sim                    |           | Sim                          |                                  | Qualquer (baseado em JVM)  |                                  | Estar sozinho                                               |                      | | |
| Moneyspire                   |                        |           |                              |                                  |                            |                                  |                                                             |                      | | |
| MoneyWiz                     |                        |           |                              |                                  |                            |                                  |                                                             |                      | | |
| Capital Pessoal              | Manual ou Automatizado |           | Sim                          | Não                              | Algum                      |                                  | Baseado na Web                                              | Livre                | Planejamento financeiro interno baseado em taxas. Principalmente uma empresa de gestão de patrimônio que fornece serviços gratuitos a não clientes. | Oferece consultoria financeira por uma taxa, o que estabelece uma relação cliente-fiduciária que, segundo eles, os torna menos incentivados a vender dados privados de clientes, pois são obrigados por lei a agir no melhor interesse de seus clientes. |
| Acelerar                     | Manual ou Automatizado | Sim       | Sim                          | Sim                              | Windows, Mac OS (limitado) | Android, iOS                     | Independente ou baseado na Web para funcionalidade completa | Taxa anual           | | |
| Você precisa de um orçamento | Manual ou Automatizado | Sim       | Sim                          | Não                              | Algum                      | Android, iOS, Apple Watch, Alexa | Baseado na Web                                              | Taxa anual ou mensal | | Diferencia-se pela assessoria orçamentária. |
| Finanças Stimper             | Manual ou Automatizado | Sim       |                              |                                  |                            | Android, iOS, Web                | Independente ou baseado na Web para funcionalidade completa | Livre                | | Software de finanças pessoais para Android, iOS e Web. |